# 데미안 비치르
데미안 비치르 나헤라(스페인어: Demián Bichir Nájera, 1963년 8월 1일 ~ )는 멕시코의 배우이다. 《이민자》(2011)로 2012년 제84회 아카데미상, 제27회 인디펜던트 스피릿 어워드, 제18회 미국 배우 조합상의 남우주연상 후보에 지명되었다.

## 출연 작품

### 영화
- 글로리아 두케 (1995)
- 프레디타 (1997)
- 디오스 (2001)
- 최면 (2004)
- 체 게바라 (2008)
- 이민자 (2011)
- 파괴자들 (2012)
- 히트 (2013)
- 마세티 킬즈 (2013)
- 돔 헤밍웨이 (2013)
- 헤이트풀8 (2015)
- 에이리언: 커버넌트 (2017)
- 더 넌 (2018) - 버크 신부 역
- 그루지 (2020)
- 미드나이트 스카이 (2020)
- 카오스 워킹 (2021) - 벤 역
- 고질라 VS. 콩 (2021)
- 위드아웃 블러드 (2024) - 티토 역

### 텔레비전
- 로스 아뇨스 펠리세스 (1984-85)
- 라소스 데 아모르 (1995-96)
- 위즈 (2008-10)
- 더 브릿지: 조각 살인마 (2013-14)